# مهدی پاشازاده
مهدی پاشازاده (زاده ۶ دی ۱۳۵۲ در شهر ری) کاپیتان سابق باشگاه فوتبال استقلال تهران و تیم ملی فوتبال ایران است.

## سوابق باشگاهی
مهدی پاشازاده برای تیم‌هایی از جمله استقلال، راپیدوین و آدمیرا واکر بازی کرده بود.وی از باشگاه استقلال به عنوان لژیونر به آلمان ترانسفر شد ولی بدون بازی در بوندس لیگا به فورتناکلن در دسته دوم لیگ آلمان متتقل شد و در آنجا نیز موفقیتی با آن همراه نبود و نتوانست در لیگ دو کشور آلمان به صورت ثابت به میدان برود. وی همچنین سابقه سرمربی‌گری در تیم‌های گسترش فولاد سهند، پارسه و شهرداری تبریز و باشگاه فوتبال آلومینیوم اراک و بادران را دارد.

## دوران مربیگری
مدارک مربیگری
مهدی پاشازاده، دارای مدرک مربیگری A یوفا است.
سابقه مربیگری
او مربی گری رو در سال ۲۰۰۶ با دستیاری در تیمِ آدمیرا واکر در لیگ دو اتریش شروع کرد، او به همراه آن تیم بعد از دوسال به سطح اول فوتبال اتریش صعود کرد و تا سال ۲۰۱۰ دراین تیم بود.
او ۲۰۱۰ به ایران بازگشت و تا کنون سال ۲۰۱۹ طی ۹ سال، با چهار تیم مختلف از دسته دوم به دسته اول فوتبال ایران صعود کرد و دو تیم هم از دسته سوم به دسته دوم آورد.
گسترش فولادسهند
وی به همراه گسترش فولاد سهند به از لیگ دسته دوم به لیگ آزادگان صعود کرد و سال بعد تیم گسترش فولاد سهند امتیاز خودش را به دلیل مشکلات مالی فروخت و از تیمداری انصراف داد.
شهرداری تبریز
وی به همراه تیم فوتبال شهرداری تبربز در فصل ۹۳–۱۳۹۲ عنوان نایب قهرمانی لیگ دسته دوم فوتبال را کسب کرد و به لیگ آزادگان صعود کرد.
آلومینیوم اراک
به همراه تیم فوتبال آلومینیوم اراک در فصل ۹۴–۱۳۹۳ عنوان قهرمانی لیگ دسته دوم فوتبال را کسب کرد و به لیگ آزادگان صعود کرد.
شاهین بوشهر
مهدی پاشازاده در هفته‌های آخر لیگ نوزدهم به عنوان سرمربی تیم رده آخری شاهین بوشهر در لیگ برتر فوتبال انتخاب شد و با همین تیم به لیگ آزادگان سقوط کرد.
ماشین‌سازی
او در اسفند ۹۹ با مسئولان ماشین‌سازی برای نیم فصل دوم بیستمین دوره از لیگ برتر به توافق رسید. مهدی پاشازاده در دومین سابقه لیگ برتری خود باز هم با تیم قعر جدولی لیگ، به توافق رسید.
ماشین‌سازی در این فصل، تیم آخر لیگ شد.
شهدای ساری
وی در دی ماه ۱۴۰۲ پاشازاده با تیم رده آخری شهدای ساری در لیگ دسته دوم به توافق رسید که بعد از دو روز از سرمربیگری این تیم انصراف داد.
فولاد هرمزگان
بعد از انصراف پاشازاده از هدایت تیم شهدای ساری، حدود ۴۰ روز بعد پاشازاده با عقد قراردادی به عنوان سرمربی تیم فولاد هرمزگان که در رتبه هفتم لیگ دسته دوم بود انتخاب شد.

## افتخارات
به عنوان بازیکن
- نایب قهرمانی جام باشگاه‌های آسیا ۱۹۹۱–۹۲ به همراه استقلال
- مقام سومی جام باشگاه‌های آسیا ۰۲–۲۰۰۱ به همراه استقلال
- قهرمانی جام حذفی فوتبال ایران فصل ۷۵–۷۴ به همراه استقلال
- قهرمانی سوپر جام تهران ۱۳۷۳ به همراه استقلال
- نایب قهرمان لیگ آزادگان ۱۳۷۳ به همراه استقلال
- قهرمانی لیگ آزادگان فصل ۷۷–۱۳۷۶ به همراه استقلال
- نایب قهرمانی بوندس‌لیگا آلمان فصل ۹۹–۹۸ به همراه بایرلورکوزن
- قهرمانی لیگ آزادگان فصل ۸۰–۱۳۷۹ به همراه استقلال
- قهرمانی جام حذفی فوتبال ایران ۸۱–۱۳۸۰ به همراه استقلال

افتخارات ملی
- صعود به جام جهانی فوتبال ۱۹۹۸ به همراه تیم ملی فوتبال ایران

```
دعوت شدن به تیم منتخب جهان(به دلیل عدم حضور دایی و مهدوی کیا و معرفی شدن پاشازاده به عنوان جایگزین از طرف ریاست وقت فدراسیون فوتبال ایران)
```

### افتخارات به عنوان سرمربی
- صعود به لیگ آزادگان به همراه گسترش فولاد سهند
- صعود به لیگ آزادگان به همراه شهرداری تبریز
- صعود به لیگ آزادگان به همراه آلومینیوم اراک
- صعود به لیگ آزادگان به همراه پارس جنوبی جم